# Hapaline
Hapaline (лат.) — род травянистых растений семейства Ароидные (Araceae).

## Ботаническое описание
От крошечных до умеренного размера травянистые растения, вечнозелёные или листопадные, до 30 см высотой, формирующие подушки.
Стебли от клубневых до столонообразующих. Клубневые виды также часто образуют заключённые в оболочку из катафиллов столоны, дающие начало новым клубням.
Корни тонкие, немного ветвистые.

### Листья
Профиллы трубчатые. Катафиллы от продоговато-ланцетовидных до линейно-треугольных или треугольных, от заострённых до острых на вершине.
Черешки цилиндрические, тонкие.
Листья или тонкие или толстые, кожистые; от овальных до стреловидно-сердцевидных и стреловидных, иногда с бледно-зелёными пятнами, перисторассечённые, за исключением отдельных особей вида Hapaline appendiculata, от ярко- до тёмно-зелёных. Расположение долей может быть параллельным, как у Hapaline ellipticifolia, приводящим к овальной листовой пластине, или копьевидным, как у Hapaline colaniae. Виды с тонкими листьями (Hapaline benthamiana, Hapaline brownii, Hapaline colaniae, Hapaline ellipticifolia, Hapaline kerrii) распространены в областях с сезонной сменой климата, например в Бирме, центральной и северо-восточной части Таиланда, северной полустровной части Малайзии, большей части Вьетнама. Возобновление роста у этих видов отмечается появлением новых листьев и богатым цветением. Виды с более толстыми, кожистыми листьями (Hapaline appendiculata, Hapaline celatrix) не имеют периода покоя. Они растут в областях с межсезонным климатом, например, в большей части полуостровной Малайзии, Сараваке, Брунее. Листовые пластинки могут быть с вкраплениями серебра, серых или серо-зелёных пятен (Hapaline appendiculata, Hapaline benthamiana, Hapaline brownii, Hapaline colaniae).

### Соцветие
Соцветия появляются прежде, с или после листьев, от трёх до множества, собранных вместе, расположенных выше, на одном уровне или ниже листьев.
Цветоножка цилиндрическая, тонкая, короче черешков, от короткой до длинной, от зелёной до серо-розовой, пятнистая, в период цветения от вертикальной до наклонной. У всех видов белое покрывало, иногда отливающее зелёным или серовато-розовым, всегда разделяющееся на две части: верхнюю плоскую и от вертикальной до отогнутой сжатую нижнюю. Плоская часть покрывала от овальной до ланцетовидной, от острой до коротко-заострённой. Трубка покрывала со сжатыми краями.
Початок двудомный с однодомными голыми цветками. Женская часть початка сросшаяся с покрывалом. Мужская и стерильная зоны свободные, от цилиндрических до веретенообраных, сужающиеся к вершине в короткий бесплодный придаток. Мужские и женские зоны разделены стаминодиями. У видов Hapaline appendiculata, Hapaline brownii, Hapaline celatrix придаток початка прикрыт шапочкой, образованной соединёнными вместе стаминодиями, у других видов стаминодии свободные. Ароматом обладают цветки культурных форм Hapaline kerrii, Hapaline benthamiana, Hapaline brownii, Hapaline colaniae, Hapaline celatrix. Синандрии от линейно-продоговатых до обратнояйцевидных в поперечном сечении, с плоской вершиной, соединённые в массивные, увеличенные, похожие на грибы структуры; теки кругловатые, расположены на пониженном крае этой структуры, раскрывающиеся через лопающиеся овальные поры. Завязь от бутылочной формы до эллипсоидной; рыльце головчатое, покрытое папиллярами; столбик от отсутствующего до явного.

### Плоды
Соплодие заключено в остающейся до созревания плодов нижней части покрывала, с немногими ягодами, от шаровидных до эллипсоидных, с довольно заметным остатком рыльца. Перикарпий кожистый, белый; мезокарпий липкий, беловатый. Зрелые ягоды белые, с одним семенем. Цветоножка при созревании плодов утолщается и сгибается вниз, при этом плоды оказываются на поверхности земли.
Семена эллипсоидные, с очень тонкой, гладкой тестой. Зародыш большой, с заметным плюмулом и недостаточно развитым эндоспермом.

## Распространение и экология
Встречается от Центрального и Южного Китая до Западной Малайзии (Лаос, Мьянма, Таиланд, Вьетнам, Борнео).
Большинство видов встречаются весьма редко, обычно в виде рассеянных зарослей или отдельных экземпляров растений. В Брунее Hapaline celatrix растёт в виде изолированных зарослей на окраинах смешанных лесов. В Таиланде Hapaline benthamiana иногда образует обширные заросли, в результате образования многочисленных столонов.